# زمین‌لرزه ۱۳۹۶ هجدک
زمین‌لرزه ۱۳۹۶ هجدک با شدت ۶٫۱ ریشتر صبح روز جمعه ۱۰آذر ۱۳۹۶ در نزدیکی هجدک در شهرستان راور در شمال استان کرمان اتفاق افتاد. مدیرکل ستاد بحران استان کرمان در مورد زلزله هجدک گفت در بررسی‌های اولیه تلفات جانی مشاهده نشده‌است.
```
[
۱
]
 این زمین‌لرزه ۵۱ مصدوم داشت.
[
۲
]
```

زمین‌لرزه‌های ۶٫۲ و ۶٫۱ و ۵٫۱ در ۲۱ آذر مجدد تکرار شدند همراه با پس‌لرزه‌های بزرگ‌تر از ۴ ریشتر در مجموع ۹ لرزش فقط در ۲۱ و ۲۲ آذر.
این زمین‌لرزه در شهرهای کرمان، راور، زرند، سیرجان و رفسنجان احساس شده‌است.

## جزئیات زمین‌لرزه

پس‌لرزه‌های با بزرگی بیشتر از ۲٫۵ ثبت‌شده تا ۶۷ روز پس از زمین‌لرزهٔ آذر ۱۳۹۶ هُجدک. (منبع داده‌ها، جستجوی وبسایت مرکز لرزه‌نگاری کشوری است)

بزرگی: ۶٫۱ محل وقوع: استان کرمان - حوالی هجدک (راور -کرمان)
تاریخ و زمان وقوع به وقت محلی: ۱۳۹۶/۰۹/۱۰ ۰۶:۰۲:۴۴
طول جغرافیایی: ۵۷٫۳۹
عرض جغرافیایی: ۳۰٫۷۳
عمق زمین‌لرزه: ۱۰ کیلومتر
- نزدیک‌ترین شهرها:

۳۷ کیلومتری هجدک (راور)
۴۶ کیلومتری شهداد (کرمان)
۴۸ کیلومتری چترود (کرمان)
- نزدیکترین مراکز استان:

۵۸ کیلومتری کرمان
۲۹۳ کیلومتری بیرجند

## محل وقوع زمین‌لرزه
- مرکز لرزه‌نگاری دانشگاه تهران شدت این زلزله را ۶٫۱ و محل وقوع آن را هجدک در شهرستان راور در شمال شهر کرمان گزارش کرد.
- خبرگزاری رویترز به نقل از مرکز هشدار سونامی اقیانوس آرام شدت این زمین‌لرزه را ۶٫۳ اعلام کرده‌است. همچنین محل وقوع زمین‌لرزه در ۵۰ کیلومتری شمال شرق کرمان و در عمق ۳۰ کیلومتری زمین عنوان شده‌است.[۵]

## پس لرزه‌ها
تاکنون دست کم ۴۲ پس لرزه با شدت بین ۳٫۴ تا ۵٫۱ منطقه را لرزانده‌است.

### زمین‌لرزه‌های مکرر
به گزارش مرکز لرزه‌نگاری کشوری دانشگاه تهران ۲۱ آذر ۱۳۹۶ از ساعت ۱۲ و ۱۳ دقیقه ظهر به وقت ایران، زمین لرزه‌های متعددی (حداقل ۹ زمین‌لرزه) بزرگتر از ۴ ریشتر که اولی به بزرگی ۶٫۲ بوده و مجدد نیمه‌شب ۲۲ آذر دو زمین‌لرزه ۶٫۱ در عمق ۱۰ کیلومتری و ۵٫۱ در عمق ۵ کیلومتری با فاصله ۸ دقیقه این منطقه را لرزاند. طی روزهای پیش از آن از ۱۷ام و هفته پیش از آن ۶ زمین‌لرزه متعدد بزرگتر از ۴ ریشتر در منطقه رخ دادند. البته در خبری به نقل از بی‌بی‌سی فارسی که نیمه شب منتشر شد، خبرگزاری ایسنا فاصله دو زمین‌لرزه نیمه شب را لحظاتی پس از زمین‌لرزه اول عنوان کرده بود.

## ضایعات و خسارات
براساس گزارش‌های منتشرشده، تعدادی ساختمان، به‌خصوص خانه‌های روستایی، خراب شدند و چندین نفر زخمی شدند. رئیس دانشگاه علوم پزشکی کرمان گفته‌است ۵۲ نفر از زمین‌لرزهٔ صبح امروز دچار مصدومیت شده‌اند..